# Zelotes mikhailovi
Zelotes mikhailovi är en spindelart som beskrevs av Yuri M. Marusik 1995. Zelotes mikhailovi ingår i släktet Zelotes och familjen plattbuksspindlar. Inga underarter finns listade i Catalogue of Life.